# 彼こそが海賊
彼こそが海賊（かれこそがいぞく、英語: He's a Pirate）とは、クラウス・バデルトとハンス・ジマーが2003年にリリースした楽曲。

## 概要
2003年に公開されたディズニー映画「パイレーツ・オブ・カリビアン/呪われた海賊たち」の劇中歌として作曲された。キャッチーなサウンドと勇壮なメロディーが特徴的で、テレビ番組やプロモーションビデオなどの多くの場面で使用されている。

## プロダクション
アラン・シルヴェストリが当初作曲する予定だったが、プロデューサーのジェリー・ブラッカイマーとの創造性の違いからシルヴェストリはプロジェクトを去った。そしてハンス・ジマーに急遽依頼が行ったが、ジマーは当時『ラスト サムライ』の作曲を手掛けており、他のプロジェクトに携わらないとしていたため、リモートコントロールプロダクションの一員だった若い作曲家クラウス・バデルトを監督のゴアに紹介した。
ジマーは約4分のデモサウンドを作曲し、それをバデルトが仕上げた。